# The Chronic
A The Chronic Dr. Dre első nagylemeze. Az album címe utalás a marihuána egy fajtájára. Bár ez egy szólólemez, sokat szerepel rajta Snoop Dogg, aki saját karrierjének elindítására használta az albumot.
Megjelenésekor elnyerte a kritikusok tetszését, és kereskedelmi sikereket is elért. A Billboard 200-on a 3. helyig jutott, hárommillió példányban kelt el, így Dr. Dre lett az egyike 1993. tíz legeladottabb előadóinak. 2003-ban az album 137. lett a Rolling Stone magazin Minden idők 500 legjobb albuma listáján, és szerepel az 1001 lemez, amit hallanod kell, mielőtt meghalsz című könyvben.

## Az album dalai
| Cím                                            | Hossz | Közreműködők                                               |
| ---------------------------------------------- | ----- | ---------------------------------------------------------- |
| The Chronic (Intro)                            | 1:57  | Snoop Doggy Dogg                                           |
| Fuck Wit Dre Day (And Everybody's Celebratin') | 4:52  | Jewell, RBX, Snoop Doggy Dogg                              |
| Let Me Ride                                    | 4:21  | Jewell, RBX                                                |
| The Day the Niggaz Took Over                   | 4:33  | Dat Nigga Daz, RBX, Snoop Doggy Dogg                       |
| Nuthin' But a "G" Thang                        | 3:58  | Snoop Doggy Dogg                                           |
| Deeez Nuuuts                                   | 5:06  | Dat Nigga Daz, Nate Dogg, Snoop Doggy Dogg, Warren G       |
| Lil' Ghetto Boy                                | 5:29  | Dat Nigga Daz, Snoop Doggy Dogg                            |
| A Nigga Witta Gun                              | 3:52  |                                                            |
| Rat-Tat-Tat-Tat                                | 3:48  | RBX, Snoop Doggy Dogg                                      |
| The $20 Sack Pyramid (Skit)                    | 2:53  | Big Tittie Nickie, The D.O.C., Samara, Snoop Doggy Dogg    |
| Lyrical Gangbang                               | 4:04  | Kurupt, Lady of Rage, RBX                                  |
| High Powered                                   | 2:44  | Dat Nigga Daz, Lady of Rage, RBX                           |
| The Doctor's Office (Skit)                     | 1:04  | Jewell, Lady of Rage                                       |
| Stranded on Death Row                          | 4:47  | Bushwick Bill, Kurupt, Lady of Rage, RBX, Snoop Doggy Dogg |
| The Roach (Outro)                              | 4:36  | Dat Nigga Daz, Emmage, Jewell, Lady of Rage, RBX           |
| Bitches Ain't Shit                             | 4:48  | Dat Nigga Daz, Kurupt, Snoop Doggy Dogg, Jewell            |

## Közreműködők
- Dr. Dre – vokál, billentyűk, producer, dob programozása, keverés
- Snoop Doggy Dogg – vokál
- Lady of Rage – vokál
- Warren G – vokál
- The D.O.C. – szerző
- RBX – vokál
- Nate Dogg – vokál
- Dat Nigga Daz – vokál, dob programozása
- Kurupt – vokál
- Suge Knight – executive producer